# Tả Phìn, Tủa Chùa
Tả Phìn là một xã thuộc huyện Tủa Chùa, tỉnh Điện Biên, Việt Nam.

## Địa lý
Xã Tả Phìn có vị trí địa lý:
- Phía đông giáp xã Huổi Só và xã Tủa Thàng
- Phía tây giáp xã Lao Xả Phình và xã Trung Thu
- Phía nam giáp xã Sính Phình
- Phía bắc giáp xã Tả Sìn Thàng.

Xã Tả Phìn có diện tích 50,89 km², dân số năm 2022 là 4.080 người, mật độ dân số đạt 80 người/km².

## Hành chính
Xã Tả Phìn được chia thành 9 thôn: Củ Di Sang, Háng Sung 1, Háng Sung 2, Là Xa, Séo Phình, Tà Dê, Tào Cu Nhe, Tả Phìn, Tủa Chử Phùng.

## Lịch sử
Ngày 6 tháng 12 năm 2019, HĐND tỉnh Điện Biên ban hành Nghị quyết số 148/NQ-HĐND về việc thành lập thôn Tả Phìn trên cơ sở thôn Tả Phìn I và thôn Tả Phìn II.